# Nils Bernhard Andersson
Nils Bernhard Andersson, född 27 maj 1858 i Falun, död 29 januari 1924 i Stockholm, var en svensk bokbindare.
Nils Bernhard Andersson gick i bokbinderilära i Falun och blev gesäll 1876. Han arbetade därefter en tid i Gävle innan han 1878 kom till Stockholm. Där erhöll han efter några år ett stipendium av Stockholms stads hantverksförening för yrkesstudier i Paris, och hemkallades därifrån 1883 för att tillträda en befattning som verkmästare hos bokbindaren August Lindmansson. En av Nils Bernhard Anderssons specialiteter blev handförgyllning av bokband. År 1888 öppnade han ett eget bokbinderi som han drev fram till 1917, då det köptes av Nordiska Kompaniet. Andersson är gravsatt på Norra begravningsplatsen utanför Stockholm.